# Pyerun Patera
La Pyerun Patera è una struttura geologica della superficie di Io.